# Миктофообразные
Миктофообра́зные (лат. Myctophiformes) — отряд глубоководных пелагических и бентопелагических морских рыб, населяющих все океаны от Арктики до Антарктики. Включает два семейства, 35 родов и более 246 видов. Наиболее крупное семейство миктофовых, или светящихся анчоусов (Myctophidae) насчитывает 32 рода и около 240 мелких видов рыб. В семействе неоскопеловых (Neoscopelidae) выделяют 3 рода и 6 видов.
Тело и голова уплощены с боков. Глаза расположены латерально или изредка дорсолатерально. Рот, как правило, большой, конечный. Имеется жировой плавник. Брюшной плавник абдоминальный, обычно содержит 8 лучей. Лучей жаберной перепонки обычно 7—11. Имеются верхние фарингобранхиалии. У подавляющего большинства видов на туловище и голове имеются светящиеся органы — фотофоры. Чешуя, как правило, циклоидная; лишь у пяти видов встречается ктеноидная чешуя. Плавательный пузырь обычно имеется. Позвонков 28—45. 
Мелкие и небольшие стайные рыбы, достигающие максимальной длины до 30 см; образуют крупные скопления и составляют огромную биомассу в океане. Многие миктофовые рыбы хорошо известны своими вертикальными суточными миграциями: днём они держатся на глубине до 1200 м, а ночью поднимаются вслед за зоопланктоном в мезопелагиаль и эпипелагиаль до горизонта 0—300 м. Составляют важное звено в трофической цепи океана. Являются основным объектом питания многих водных хищников-ихтиофагов — кальмаров, рыб, морских птиц и морских млекопитающих.